# Hot Butter
La Hot Butter era una banda instrumental americana  liderada por el tecladista y músico de estudio Stan Free. Los otros miembros de la banda eran John Abbott, Bill Jerome, Steve Jerome, y Danny Jordania y Dave Mullaney. Eran más conocidos por su 1972 versión del Moog sintetizador golpe instrumental "Popcorn", originalmente grabado por su compositor, Gershon Kingsley, en 1969. La pista devenía un golpe internacional, vendiendo un millón de copias en Francia, 250,000 en el Reino Unido, y encima dos millones globalmente.

## Historia
El grupo lanzó dos álbumes, Hot Butter (Musicor MS-3242; 1972) y More Hot Butter (Musicor MS-3254; 1973), principalmente de versiones, en LP emitido por Hallmark Records. Los dos álbumes fueron compilados en CD como Popcorn en el sello Castle Music en 2000 (con una portada del álbum del lanzamiento australiano de 1974 de More Hot Butter titulado Moog Hits, que muestra a los otros cinco miembros de la banda inmersos en mantequilla derretida producida por el sintetizador de Free). aunque se eliminaron varias pistas, incluida "Mexican Whistler" de Roger Whittaker.
Las pistas escritas por miembros de la banda fueron "At the Movies" (la cara B de "Popcorn") y "Tristana", de todos los miembros de la banda excepto Free, y "Space Walk", de Dave Mullaney y su hermano. "The Silent Screen (Hot Butter)" se acredita a todos los miembros excepto a Free, pero en realidad es un arreglo del tema principal del primer movimiento de la Sinfonía No. 40 de Wolfgang Amadeus Mozart. Entre los otros artistas interpretados por la banda estaban Stephen Schwartz, Jerry Lordan and The Shadows, Neil Diamond, Joe Meek and The Tornados, Neal Hefti, Serge Gainsbourg, Robert Maxwell, Piero Umiliani, Jean-Joseph Mouret, Billy Joe & the Checkmates, Joe Buffalo's Band, Teo Macero, Leroy Anderson, Chuck Rio y Norman Petty and The String-A-Longs. Mullaney y Abbott hicieron la mayor parte de los arreglos. The Jeromes, Jordan y Richard E. Talmadge produjeron los álbumes con MTL Productions para Musicor.
Además de "Popcorn", otra pista muy conocida es "Skokiaan" de August Msarurgwa, que se incluyó en el álbum recopilatorio de RE/Search Incredably Strange Music. Los siguientes sencillos incluyeron "Apache" de The Shadows, "Tequila" de Chuck Rio ( Danny Flores ), "Percolator" de Billy Joe and the Checkmates, "Slag Solution" de Joe Buffalo's Band y "You Should Be" de Gene Farrow con GF Band. Baile".

## Miembros

### Stan Free
Stan Free (nacido como Stanley Friedland) (12 de abril de 1922 - 17 de agosto de 1995) fue un músico, compositor, director de orquesta y arreglista de jazz estadounidense. Free nació en Brooklyn en 1922 y recibió una educación musical clásica, estudiando con Alexander Siloti y también en la Juilliard School. Siendo aún adolescente, organizó un combo (Royal New Yorkers de Stanley Friedland) que tocaba en Catskills. También se desempeñó como sargento de personal en la Séptima Caballería en la Segunda Guerra Mundial, y vio combate en el Pacífico.
A su regreso, participó activamente en muchos esfuerzos musicales, incluido el de director musical de uno de los primeros programas de entrevistas de variedades de televisión en vivo, "Café De Paris" con Sylvie St. Clair, en WABD, el antiguo canal de DuMont en Nueva York ( 1949). El Stan Free Trio tocó en muchos clubes de jazz de Nueva York de la época, incluidos The Composer, The Embers, The Living Room y Hickory House, por nombrar algunos. Fue el artista destacado durante varios veranos en Bowden Square de Herb McCarthy en Southampton, Long Island. Grabó varios álbumes (ahora agotados) bajo su propio nombre: Free For All: The Stan Free Trio, Piano A La Percussion y Stan Free Five: Would You Believe? Jazz Vivo.
La grabación más conocida de Free fue el éxito de Moog "Popcorn" (1972), con el álbum llamado Hot Butter. Además de Free, cinco músicos de estudio contribuyeron al álbum. Free también estuvo de gira y grabó con el First Moog Quartet (1970–72), organizado por Gershon Kingsley. Además, arregló música y dirigió para muchos artistas, en particular el vocalista de jazz Chris Connor (Chris Craft) y el comediante Jack Carter. También fue músico de estudio para muchos de los grupos de rock y pop de la década de 1960, incluidos The Four Seasons, The Monkees y The Association. En 1979, Free tocó la percusión en el espectáculo de Broadway The Most Happy Fella.
Estaba casado y tenía hijos y nietos, y murió en Nueva York.

## Discografía

### Álbumes

#### Hot Butter
- Musicor MS-3242 (EE. UU.); Pye International NSPL.28169 (Reino Unido), 1972

Lado uno
1. "Palomitas de maíz" (Gershon Kingsley) (2:30)
2. "Día a día" (Stephen Schwartz) (3:44)
3. "Apache" ( Jerry Lordan ) (2:50)
4. "En el cine" (Abbott, Mullaney, Jerome, Jerome, Jordan) (2:31)
5. "Tristana" (Abbott, Mullaney, Jerome, Jerome, Jordan) (3:29)
6. "Song Sung Blue" (Neil Diamond) (3:54)

Lado dos
1. "Telstar" (Joe Meek) (2:34)
2. "Tomates" (Neal Hefti) (2:27)
3. "Sublime Gracia" (Trad. Arr. Abbot, Mullaney) (2:37)
4. "Amor a primera vista" (S. Gainsbourg) (2:38)
5. "Canción del Trío Narobi" ( R. Maxwell ) (2:13)
6. "Hot Butter (La pantalla silenciosa)" (Abbott, Mullaney, Jerome, Jerome, Jordan) (2:04)

#### More Hot Butter
- Musicor MS-3254; 1973

1. "Percolador"
2. "Solución de escoria"
3. "Sonidos"
4. "Ruedas"
5. "Skokian"
6. "Oleoducto"

Lado dos
1. "Paseo espacial"
2. "La pieza maestra"
3. "Tequila" (Instrumental)
4. "Reloj sincopado"
5. "Kappa Maki"
6. "Mah-Na, Mah-Na"

#### Palomitas de Maíz con Hot Butter
Lado uno
1. "Palomitas de maíz" (instrumental)
2. "Día a día"
3. "Apache"
4. "En el cine"
5. "Tomates"

Lado dos
1. "Tubería"
2. "Hot Butter"
3. "Telstar"
4. "Tristana"
5. "Canción del trío de Nairobi"
6. "Gracia asombrosa"

#### Éxitos de Moog
- Musicor Records, L34954, 1974 (Australia)

1. "Solución de escoria"
2. "Suena simple"
3. "Ruedas"
4. "Skokian"
5. "Silbador ruso"

Lado dos
1. "Paseo espacial"
2. "La pieza maestra"
3. "Tequila"
4. "Reloj sincopado"
5. "Mah-Na, Mah-Na"
6. "Silbador mexicano"

#### Palomitas de maíz(CD)
- Castle Music ESMCD907 (Reino Unido), 2000

1. "Palomitas de maíz" (Gershon Kingsley)
2. "Día a día" (Stephen Schwartz)
3. "Apache" ( Lordan )
4. "En el cine" (Abbott, Mullaney, Jerome, Jerome, Jordan)
5. "Tristana" (Abbott, Mullaney, Jerome, Jerome, Jordan)
6. "Canción cantada azul" (Diamante)
7. "Telstar" (manso)
8. "Tomates" (Hefti)
9. "Sublime Gracia" (Trad. Arr. Abbot, Mullaney)
10. "Amor a primera vista" (Gainsbourg)
11. "Canción del Trío Narobi" ( Maxwell ).
12. "Hot Butter (La pantalla silenciosa)" (Abbott, Mullaney, Jerome, Jerome, Jordan)
13. "Mah-Na-Mah-Na" ( Umiliani )
14. "Obra maestra" (Mouret, Parnes)
15. "Percolador" ( Bideu, Freeman)
16. "Skokian" ( Kusarurgwa )
17. "Solución de escoria" (Morgan, Ranzzano)
18. "Sonidos" (Macero)
19. "Paseo espacial" (Mullaney, Mullaney)
20. "Reloj sincopado" (Anderson, Parroquia )
21. "Tequila" ( Río )
22. "Ruedas" (Pequeño)

### Individual
- 1972: "Palomitas de maíz"(Gershon Kingsley) [2:30] / "En el cine"(John Abbott, Dave Mullaney, Bill Jerome, Steve Jerome, Danny Jordan) [2:31]
- 1972: "Apache"( Jerry Lordan ) [2:47] / "Hot Butter" (Mozart : Sinfonie Nr. 40)(Abbott, Mullaney, B. Jerome, S. Jerome, Jordan) [2:08]
- 1972: "Tequila"( Chuck Rio ) [1:47] / "Tomates"(Neil Hefti) [2:21]
- 1973: "Percolator"( Lew Bedell, Ernie Freeman) [1:58] / "Tristana"(Abbott, Mullaney, B. Jerome, S. Jerome, Jordan) [3:29]
- 1973: "Slag Solution"(Tony Ranzzano, Babel Son) [2:30] / "Kappa Maki"(Abbott, Mullaney, B. Jerome, S. Jerome, Jordan) [2:38]
- 1975: "Bajarse"(D. Mullaney, J. Mullaney) [2:53] / "Subirse"(D. Mullaney, J. Mullaney) [3:29]
- 1977: "Deberías estar bailando"(Gene Farrow, Chris Warren) [5:13] / "Deberías estar bailando" (pista sin voz principal)(Farrow, Warren) [4:42]